# Coleco
Coleco — американская компания, основанная в 1932 году как Connecticut Leather Company.
Компания стала довольно успешной в 1980-е годы, благодаря серии кукол Cabbage Patch Kids, а также игровым приставкам Coleco Telstar и ColecoVision.

## История

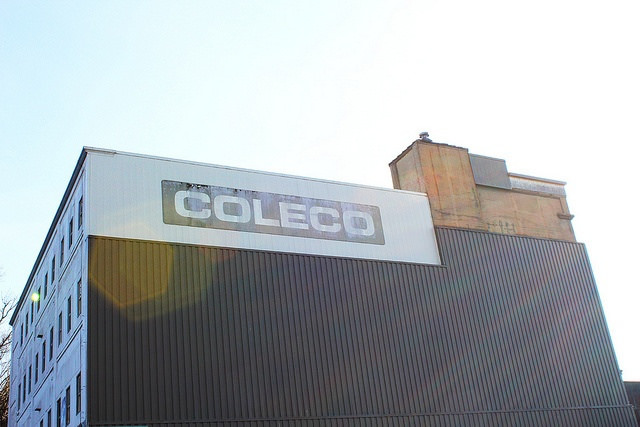
Здание Coleco в Амстердаме (штат Нью-Йорк)

Компания была основана русским иммигрантом Морисом Гринбергом (Maurice Greenberg).
Первоначально компания занималась выделкой кожи для обуви, и это привело к тому что в 1950-х годах компания также начала выпускать наборы для художественной обработки кожи. В 1960-х годах компания занялась производством изделий из пластика, и кожное производство было продано.
Под руководством Арнольда Гринберга, в 1976 году компания вышла на рынок видеоигр с игровой приставкой Coleco Telstar. В то время сразу десяток компаний дебютировали на этом рынке, после успеха консоли Atari Pong. Большинство этих компаний использовали микросхему от General Instruments, реализующую всю функциональность приставки в одном чипе. Но General Instruments недооценили спрос, и в результате возникли проблемы с поставками готовых микросхем. Coleco была одной из первых, разместивших заказ, поэтому стала одной из немногих компаний, получивших его полностью. И хотя Pong-подобные устройства недолго присутствовали на рынке, Coleco удалось получить неплохую прибыль.
Следующим шагом был выход на рынок портативных игр, где Mattel уже достигла успеха.
Портативная игра Electronic Quarterback стала первым хитом.
Затем Coleco выпустила популярную серию игр для двоих под маркой «head to head» (американский футбол, бейсбол, баскетбол, футбол, хоккей), а также серию мини-игр в виде настольных аркадных автоматов, лицензировав игры для них, такие как Donkey Kong и Ms. Pac-Man.
Третьей линией устройств стали обучающие системы — Electronic Learning Machine, Lil Genius, Digits и Quiz Wiz.
Coleco вернулась на рынок игровых приставок в 1982 году с консолью ColecoVision. Приставка стала довольно популярной, и кроме того, Coleco стала выпускать игровые картриджи для Atari 2600 и Intellivision.
Затем компания выпустила на рынок Coleco Gemini, клон популярной Atari 2600.
Когда в 1983 году рынок игровых приставок стал резко сокращаться, стало понятно, что домашние компьютеры заполнят эту нишу. Стратегия компании изменилась, и на рынок был выпущен компьютер Coleco Adam — как отдельно, так и в виде модуля расширения для ColecoVision. Но стоимость разработки этого компьютера оказалась слишком высокой, из-за финансовых трудностей Adam сначала запоздал с выходом на рынок, а затем появилось множество проблем из-за ненадёжности выпущенных машин. В итоге, в начале 1985 года Coleco ушла с рынка домашней электроники.
В 1983 году Coleco выпустила серию кукол «Cabbage Patch Kids», которая стала довольно успешной и получила широкое распространение.
На волне этого успеха, в 1986 году за 75 млн долларов была приобретена компания Selchow & Righter, производитель игрушек Scrabble, Parcheesi и Trivial Pursuit.
В том же году компания начинает выпуск плюшевой игрушки Альф — главного героя одноимённого сериала.
Покупка Selchow & Righter, неудачные продажи Adam и другие проблемы привели к финансовому провалу, в результате которого компания перешла к процессу банкротства.
В процессе реорганизации Coleco распродала свои североамериканские активы, а также закрыла производство в Амстердаме (штат Нью-Йорк) и других городах.
В 1989 году активы Coleco были куплены компанией Hasbro и канадской SLM Action Sports Inc.
В 2006 году компания River West Brands использовала бренд Coleco для выпуска портативного устройства Coleco Sonic, включающего двенадцать игр от Sega Master System и Sega Game Gear.
В 2015 году была анонсирована разработка устройства Coleco Chameleon — новой игровой консоли на картриджах. В пресс-релизе утверждалось, что система будет способна к воспроизведению новых и классических игр, в стиле 8-, 16- и 32-разрядных систем. Разработчиков консоли дважды уличали в попытках выдать за прототип Coleco Chameleon иные устройства. Coleco пообещала провести независимую экспертизу прототипа, а в марте 2016 года объявила о закрытии проекта.

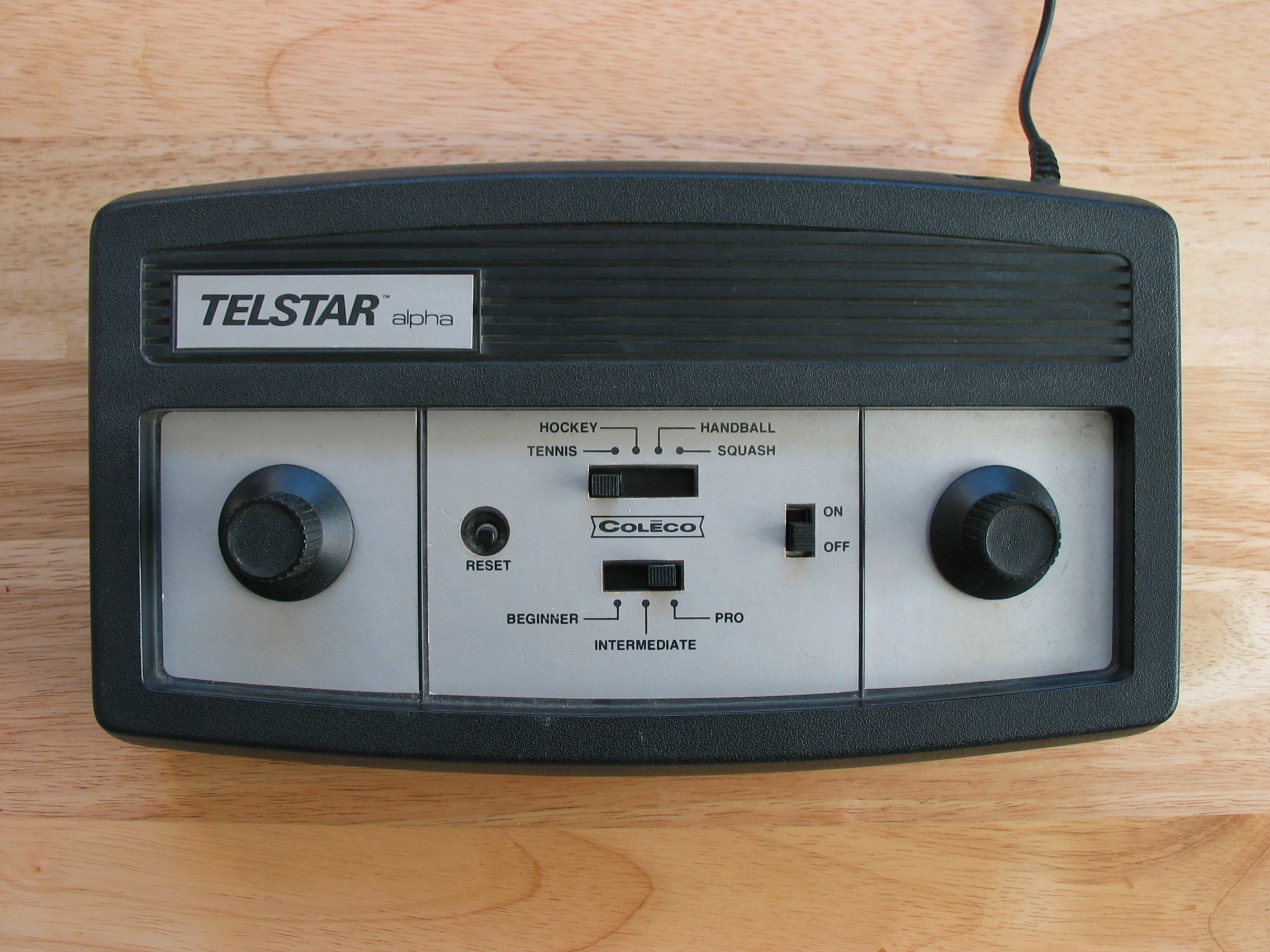
Telstar Alpha
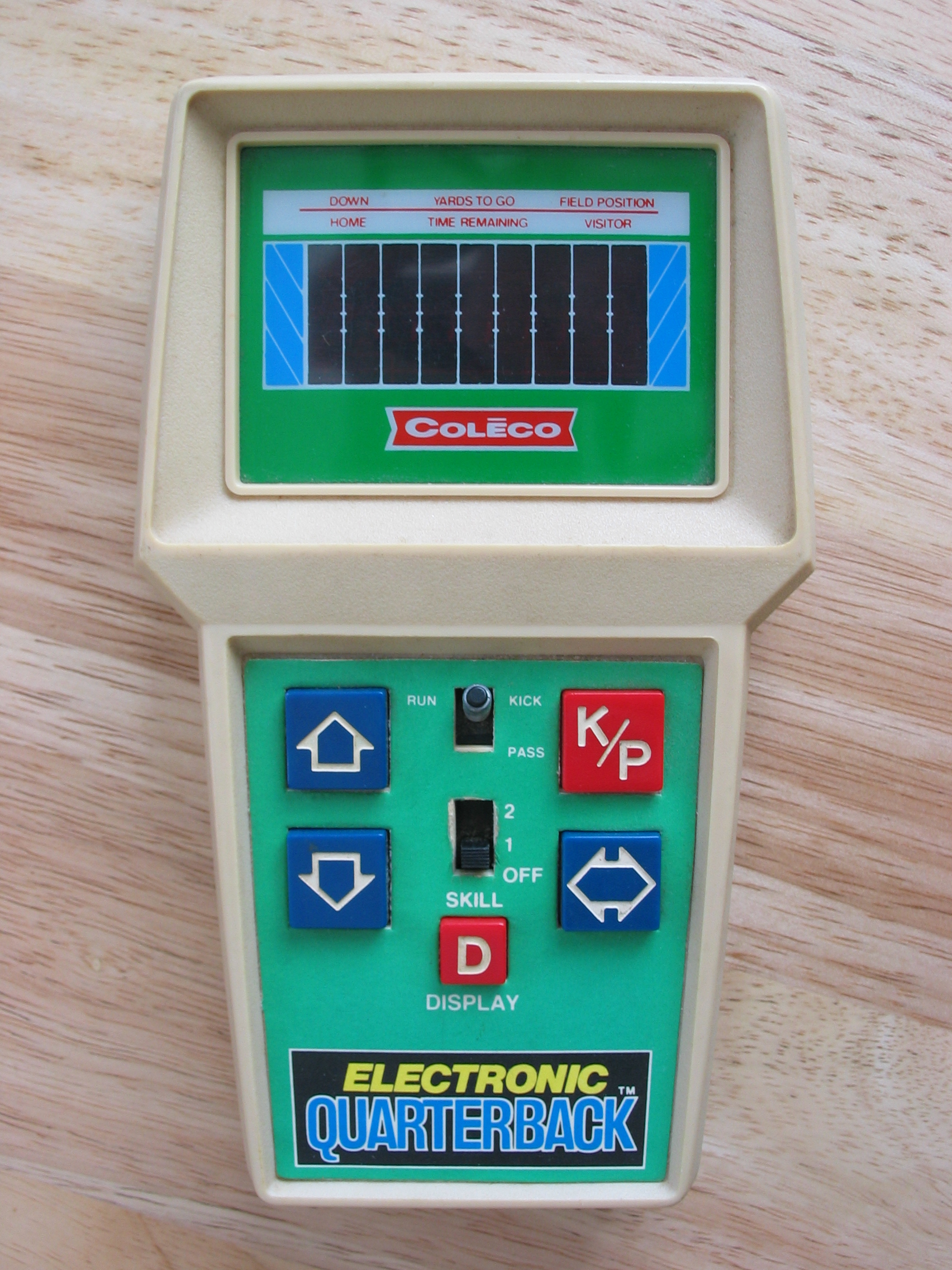
Electronic Quarterback
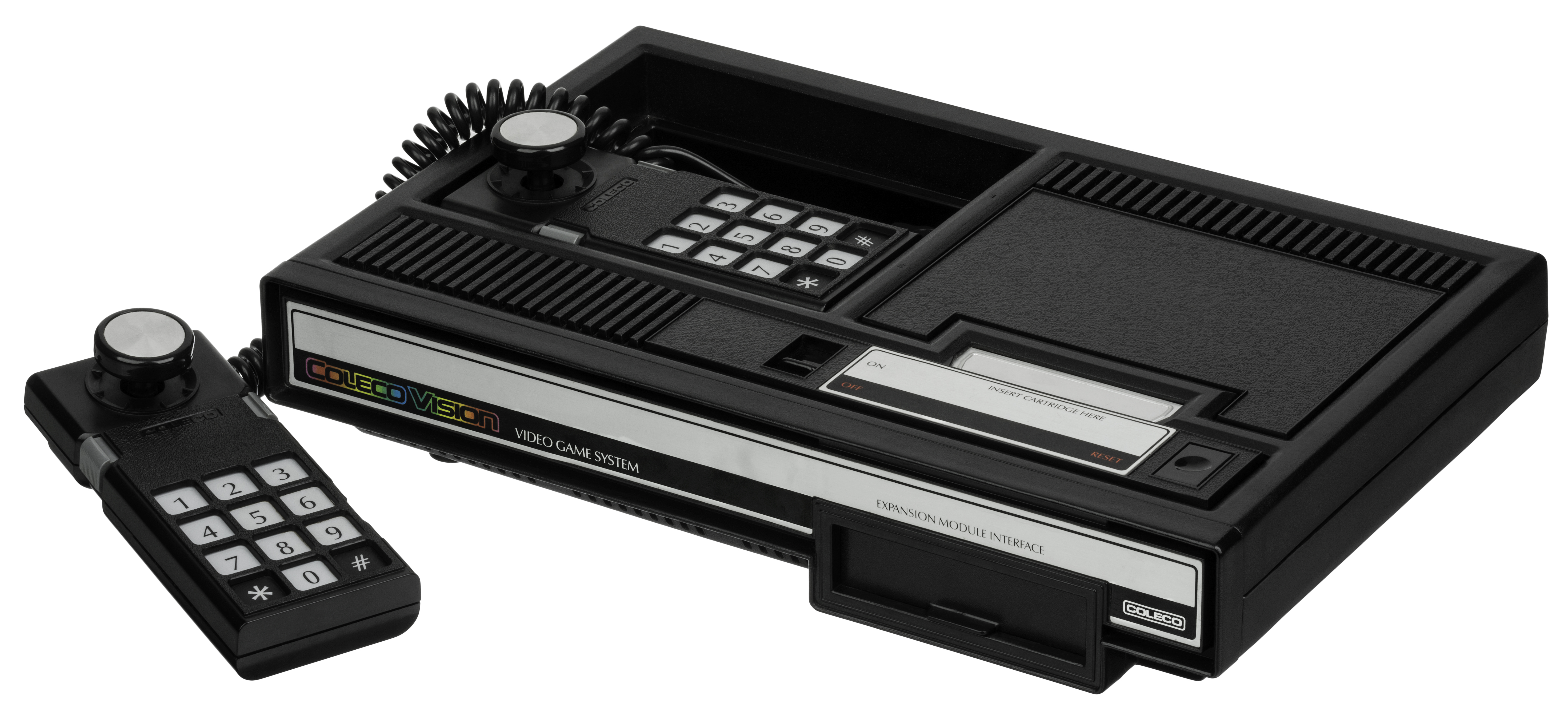
ColecoVision
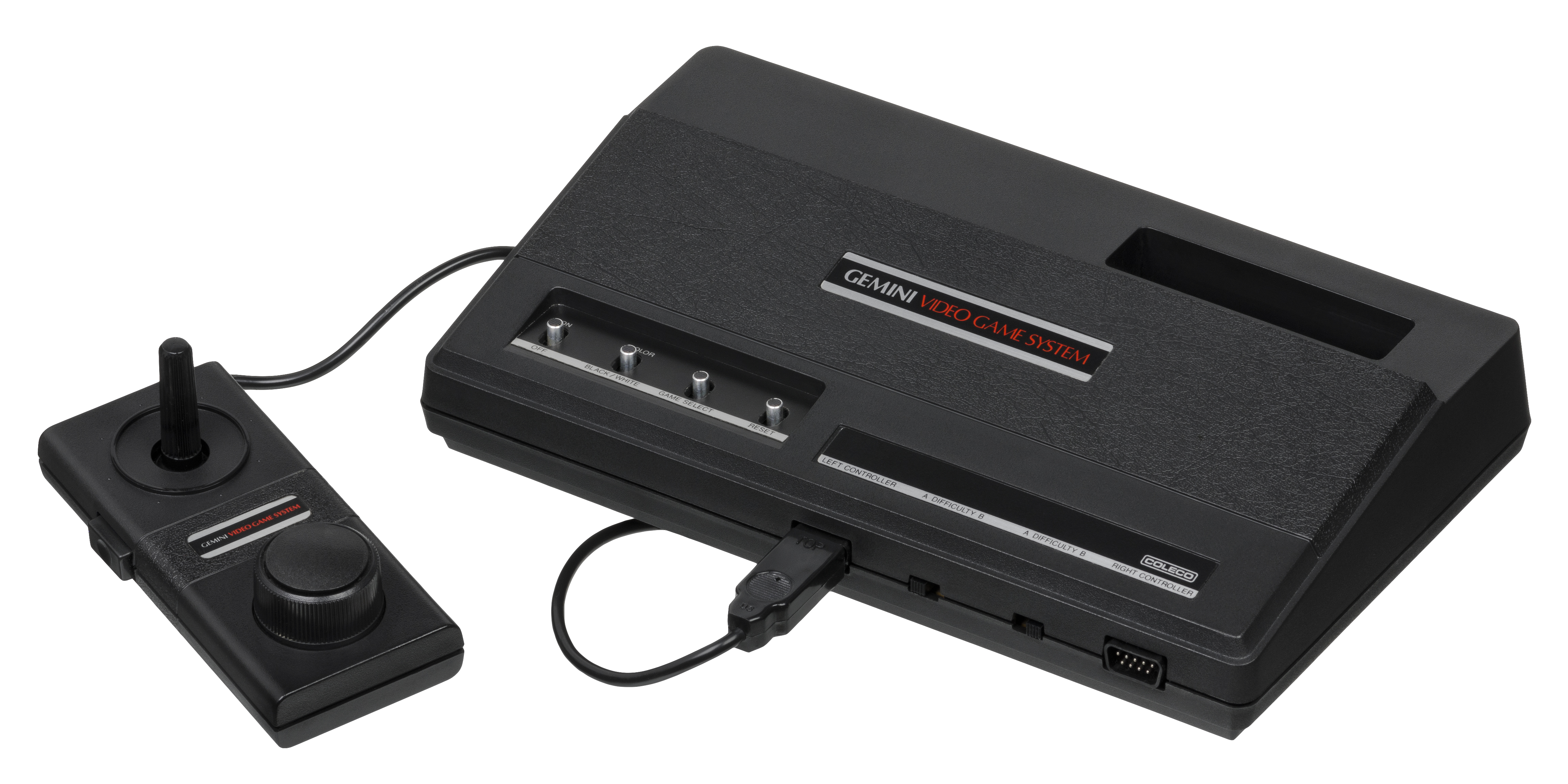
Coleco Gemini
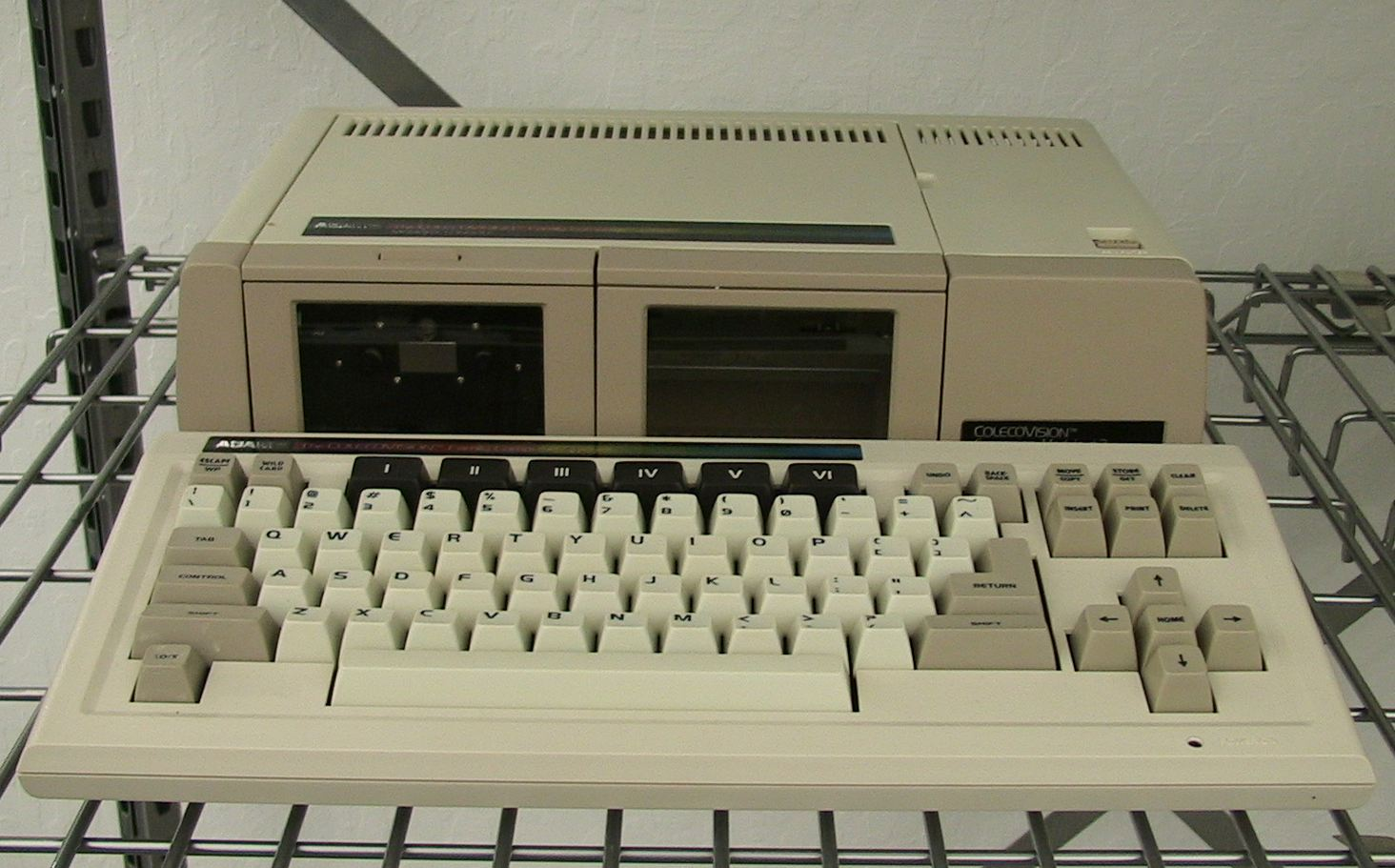
Coleco Adam